# 卡诺环形山
卡诺环形山（Carnot）是位于月球背面北半部的一座古老大撞击坑，约形成于39.2-38.5亿年前的酒海纪，其名称取自法国物理学家暨数学家尼古拉·卡诺（1796年-1832年），1970年被国际天文学联合会正式批准接受。

## 描述

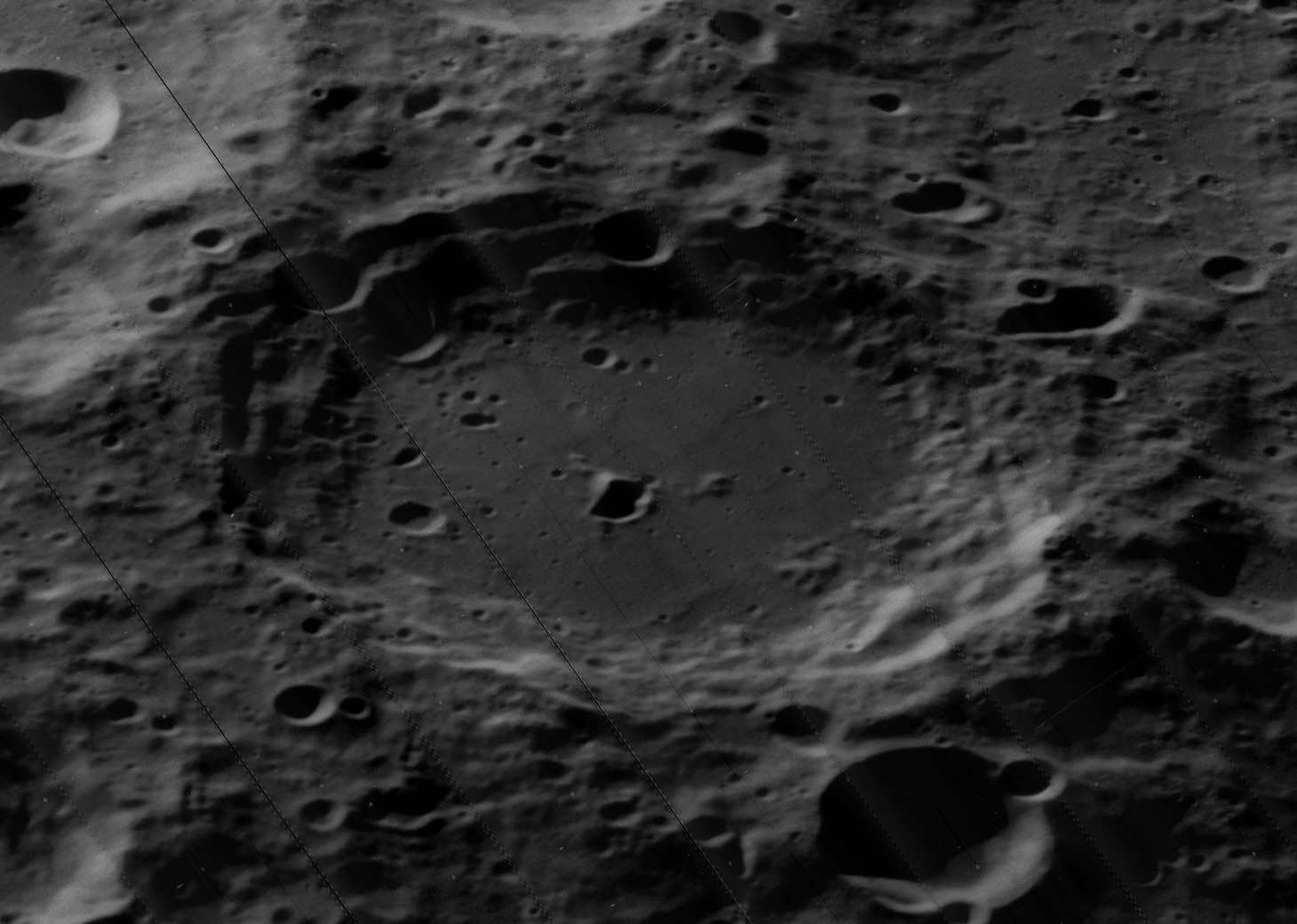
月球轨道器5号拍摄的斜视图

该陨坑西北毗邻罗兰环形山、北面靠近巨大的环壁平原-伯克霍夫环形山，克拉默斯环形山位于它的东面、东南和西南分别坐落了施莱辛格环形山及帕拉斯基沃普洛斯环形山、它的南面则横亘了埃斯诺-佩尔蒂埃环形山。该陨坑中心月面坐标为52°05′N 144°12′W / 52.09°N 144.20°W，直径126.06公里，深度约2.924公里。
卡诺环形山外观略呈多边形状，尤其是南半部。其坑壁已明显侵蚀磨损，环边缘覆盖了一些大小不同的撞击坑。它的北侧内壁崎岖粗糙，连接在巨大的伯克霍夫环形山坑壁上，南侧壁则坑沿峭崿，内壁分布有明显的阶地状结构；东南壁部分壁顶已发生崩塌，使该侧边缘略微向外凸出；而西侧内壁则嵌入了三座圆杯状的撞击坑。卡诺环形山坑壁最大高出周边地形1630米，内部容积约16939.89立方千米。坑内地表除东北侧较坎坷外，大部分地区平坦如砥，散布着一些小陨坑和无数细小的坑穴，其中最醒目的是靠近南侧内壁附近的一座小浅坑，中心点偏东南坐落了一座巨大的中央峰。

## 卫星陨石坑
按惯例，最靠卡诺环形山的卫星坑将在月图上以字母标注在它的中心点旁边.

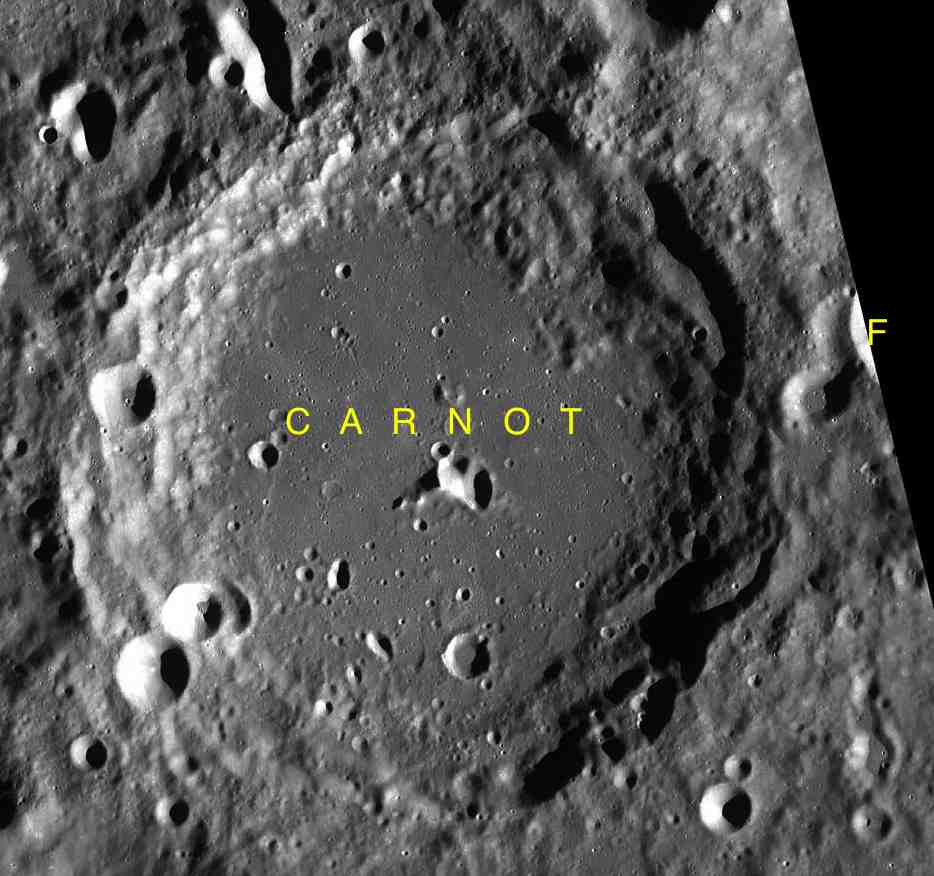
LAC-19 区域图

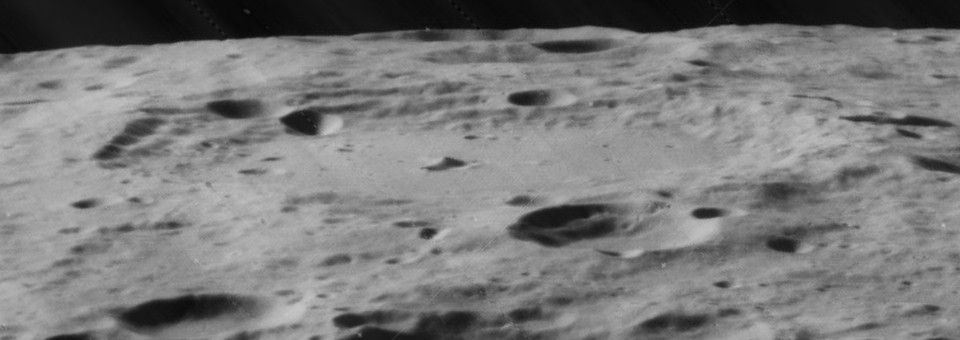
月球轨道器5号拍摄的另一幅高分辨率斜视图

| 卡诺 | 纬度     | 经度      | 直径      |
| ---- | -------- | --------- | --------- |
| F    | 52.15° N | 139.22° W | 34.20公里 |

- 卫星坑卡诺 F约形成于晚雨海世[1]；

## 参引资料
1. 1 2 3 4 5  Lunar Impact Crater Database
2. ↑   (PDF).   [2017-03-19]. （原始内容存档 (PDF)于2013-02-20）.
3. ↑  .   [2017-03-19]. （原始内容存档于2018-06-25）.

## 另请参阅
- Andersson, L. E.; Whitaker, E. A. . NASA RP-1097. 1982.
- Blue, Jennifer. . USGS. July 25, 2007  [2007-08-05]. （原始内容存档于2012-04-08）.
- Bussey, B.; Spudis, P. . New York: Cambridge University Press. 2004. ISBN 978-0-521-81528-4.
- Cocks, Elijah E.; Cocks, Josiah C. . Tudor Publishers. 1995. ISBN 978-0-936389-27-1.
- McDowell, Jonathan. . Jonathan's Space Report. July 15, 2007  [2007-10-24]. （原始内容存档于2012-05-26）.
- Menzel, D. H.; Minnaert, M.; Levin, B.; Dollfus, A.; Bell, B. . Space Science Reviews. 1971, 12 (2): 136–186. Bibcode:1971SSRv...12..136M. doi:10.1007/BF00171763.
- Moore, Patrick. . Sterling Publishing Co. 2001. ISBN 978-0-304-35469-6.
- Price, Fred W. . Cambridge University Press. 1988. ISBN 978-0-521-33500-3.
- Rükl, Antonín. . Kalmbach Books. 1990. ISBN 978-0-913135-17-4.
- Webb, Rev. T. W.  6th revised. Dover. 1962. ISBN 978-0-486-20917-3.
- Whitaker, Ewen A. . Cambridge University Press. 1999. ISBN 978-0-521-62248-6.
- Wlasuk, Peter T. . Springer. 2000. ISBN 978-1-85233-193-1.